# Měšťanská škola

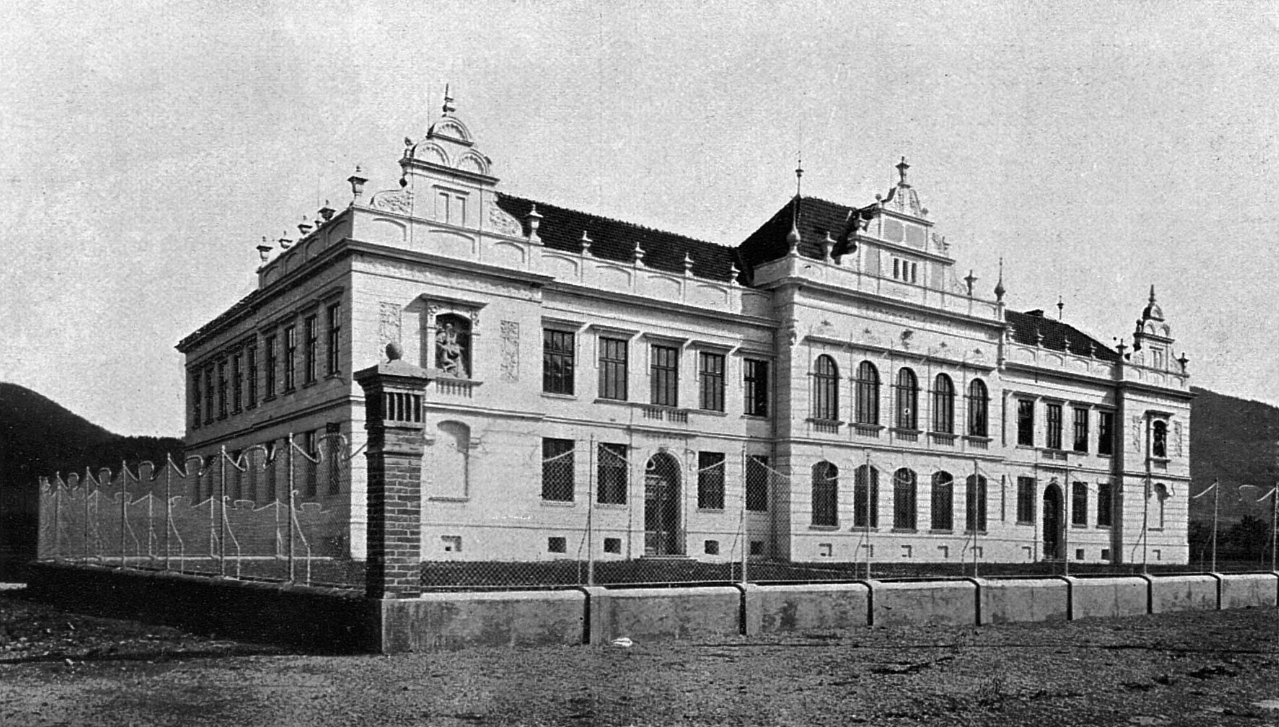
Měšťanská škola v Kopřivnici, asi 1910.

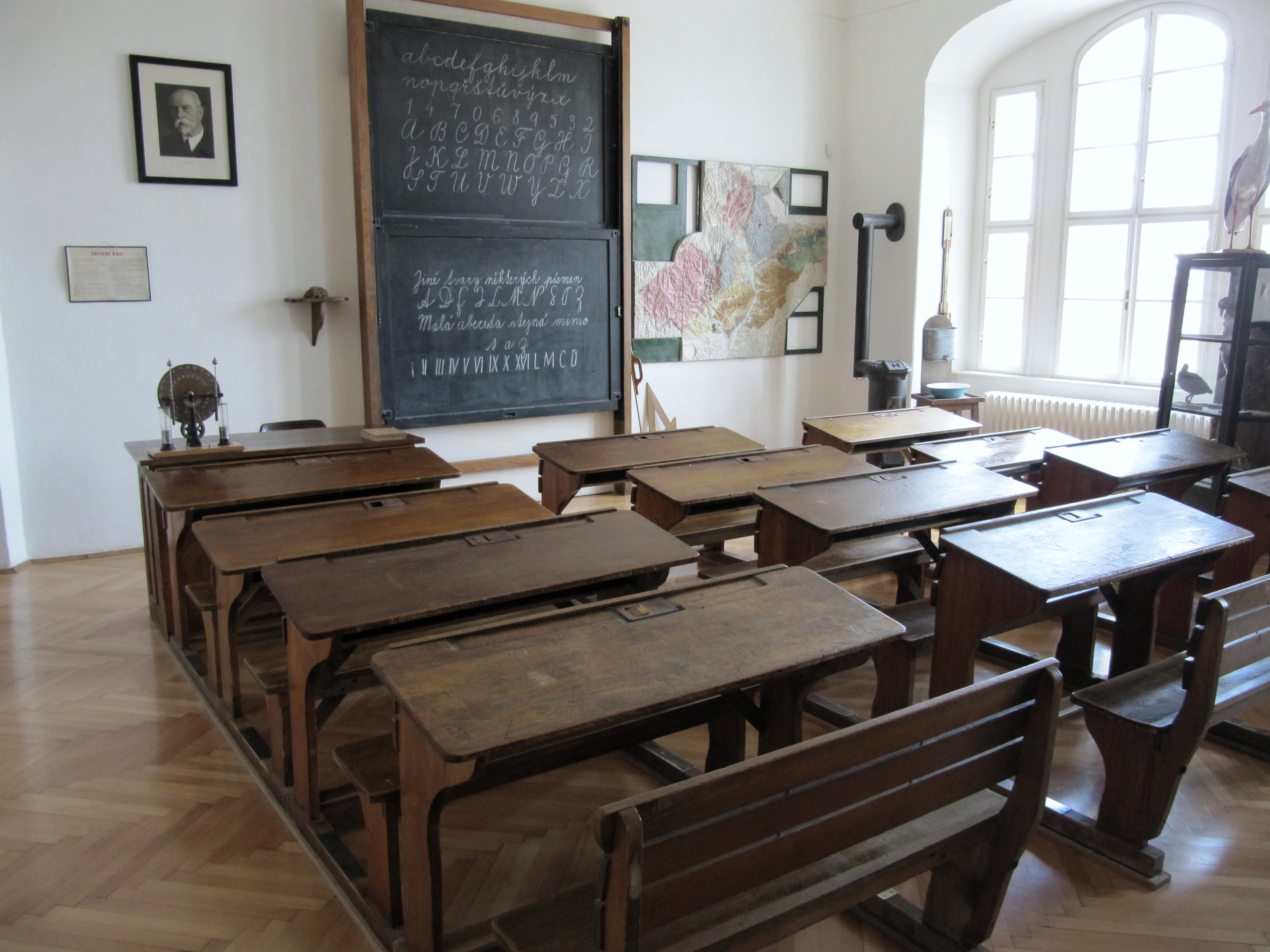
Školní třída na měšťanské škole za 1. republiky (Muzeum J. A. Komenského v Přerově)

Měšťanská škola (tzv. měšťanka, německy Stadtschule či Bürgerschule, po roce 1918 nazývaná i v češtině též Občanská škola) byla typem školního vzdělávání, který existoval v českých zemích od konce 19. století do poloviny 20. století. Byla určena především pro děti z městských středních vrstev a sloužila jako přechod mezi obecnou školou a střední školou, uzákoněná na základě § 17. Říšského zákona školního (na Moravě zákona moravského) z 24. ledna 1870.
Měšťanská škola obvykle trvala 4 až 6 let a nabízela širší vzdělání než obecné školy. V osnovách se nacházely předměty jako český jazyk, literatura, matematika, dějepis, zeměpis, přírodní vědy, cizí jazyky a také praktické předměty jako ruční práce nebo domácnost.
Vzdělání na měšťanské škole mělo za cíl připravit žáky na další studium na gymnáziích nebo odborných školách, ale také je vybavit praktickými znalostmi pro běžný život. Po roce 1948, s nástupem socialismu, byly měšťanské a obecné školy zrušeny a došlo k reformám ve vzdělávacím systému. Byla zavedená povinná devítiletá školní docházka rozdělena na 1. a 2. stupeň.